# 罗国权
罗国权（1966年—），男，广东兴宁人，中华人民共和国政治人物，曾任中国科学院云南天文台台长，共青团云南省委书记，现任云南开放大学党委书记。